# Station Teresin Niepokalanów
Station Teresin Niepokalanów is een spoorwegstation in de Poolse plaats Teresin.